# Куп СФР Југославије у рагбију 1965.
Куп СФР Југославије у рагбију 1965. је било 7. издање Купа комунистичке Југославије у рагбију. Играло се по правилима рагбија 15. 
Трофеј је освојио Бродарац.
Финале
| Бродарац Београд | 8 – 3 | Младост Загреб |
| ---------------- | ----- | -------------- |
|                  |       |                |

| Освајач купа Југославије у рагбију 1965. |
| ---------------------------------------- |
| Бродарац Београд 1. трофеј               |